# WNBA Draft 2018
Der WNBA Draft 2018 war die 22. Talentziehung der Women’s National Basketball Association und fand am 12. April 2018 in New York City statt. Die erste Runde des Draft wurde landesweit auf ESPN2 ausgestrahlt. Die zweite und dritte Runde waren auf ESPNU zu sehen.
Insgesamt wurden in drei Runden 36 Spielerinnen von den WNBA-Franchises ausgewählt. Mit dem First Overall Draft-Pick wählten die Las Vegas Aces die US-Amerikanerin A’ja Wilson aus. An zweiter Stelle wurde die US-Amerikanerin Kelsey Mitchell von den Indiana Fever und an dritter Stelle die US-Amerikanerin Diamond DeShields von den Chicago Sky ausgewählt.

## WNBA Draft

### Runde 1
| Pick | Spielerin         | Nationalität       | WNBA-Mannschaft    | College / Profi-Verein                       |
| ---- | ----------------- | ------------------ | ------------------ | -------------------------------------------- |
| 1    | A’ja Wilson       | Vereinigte Staaten | Las Vegas Aces     | University of South Carolina                 |
| 2    | Kelsey Mitchell   | Vereinigte Staaten | Indiana Fever      | Ohio State University                        |
| 3    | Diamond DeShields | Vereinigte Staaten | Chicago Sky        | University of Tennessee / Çukurova Basketbol |
| 4    | Gabby Williams    | Vereinigte Staaten | Chicago Sky        | University of Connecticut                    |
| 5    | Jordin Canada     | Vereinigte Staaten | Seattle Storm      | University of California, Los Angeles        |
| 6    | Azurá Stevens     | Vereinigte Staaten | Dallas Wings       | University of Connecticut                    |
| 7    | Ariel Atkins      | Vereinigte Staaten | Washington Mystics | University of Texas                          |
| 8    | Victoria Vivians  | Vereinigte Staaten | Indiana Fever      | Mississippi State University                 |
| 9    | Lexie Brown       | Vereinigte Staaten | Connecticut Sun    | Duke University                              |
| 10   | Kia Nurse         | Kanada             | New York Liberty   | University of Connecticut                    |
| 11   | Maria Vadeeva     | Russland           | Los Angeles Sparks | Dynamo Kursk                                 |
| 12   | Marie Gülich      | Deutschland        | Phoenix Mercury    | Oregon State University                      |

### Runde 2
| Pick | Spielerin          | Nationalität       | WNBA-Mannschaft    | College / Profi-Verein                |
| ---- | ------------------ | ------------------ | ------------------ | ------------------------------------- |
| 13   | Jaime Nared        | Vereinigte Staaten | Las Vegas Aces     | University of Tennessee               |
| 14   | Stephanie Mavunga  | Vereinigte Staaten | Indiana Fever      | Ohio State University                 |
| 15   | Monique Billings   | Vereinigte Staaten | Atlanta Dream      | University of California, Los Angeles |
| 16   | Kristy Wallace     | Australien         | Atlanta Dream      | Baylor University                     |
| 17   | Park Ji-su         | Südkorea           | Minnesota Lynx     | Cheongju KB Stars                     |
| 18   | Loryn Goodwin      | Vereinigte Staaten | Dallas Wings       | Oklahoma State University             |
| 19   | Myisha Hines-Allen | Vereinigte Staaten | Washington Mystics | University of Louisville              |
| 20   | Tyler Scaife       | Vereinigte Staaten | Phoenix Mercury    | Rutgers University                    |
| 21   | Raisa Musina       | Russland           | Phoenix Mercury    | UGMK Jekaterinburg                    |
| 22   | Mercedes Russell   | Vereinigte Staaten | New York Liberty   | University of Tennessee               |
| 23   | Shakayla Thomas    | Vereinigte Staaten | Los Angeles Sparks | Florida State University              |
| 24   | Kahlia Lawrence    | Vereinigte Staaten | Minnesota Lynx     | Mercer University                     |

### Runde 3
| Pick | Spielerin          | Nationalität       | WNBA-Mannschaft    | College / Profi-Verein             |
| ---- | ------------------ | ------------------ | ------------------ | ---------------------------------- |
| 25   | Raigyne Louis      | Vereinigte Staaten | Las Vegas Aces     | Louisiana State University         |
| 26   | Imani Wright       | Vereinigte Staaten | Phoenix Mercury    | Florida State University           |
| 27   | Mackenzie Engram   | Vereinigte Staaten | Atlanta Dream      | University of Georgia              |
| 28   | Amarah Coleman     | Vereinigte Staaten | Chicago Sky        | DePaul University                  |
| 29   | Teana Muldrow      | Vereinigte Staaten | Seattle Storm      | University of West Virginia        |
| 30   | Natalie Butler     | Vereinigte Staaten | Dallas Wings       | George Mason University            |
| 31   | Rebecca Greenwell  | Vereinigte Staaten | Washington Mystics | Duke University                    |
| 32   | Jill Barta         | Vereinigte Staaten | Las Vegas Aces     | Gonzaga University                 |
| 33   | Mikayla Cowling    | Vereinigte Staaten | Connecticut Sun    | University of California, Berkeley |
| 34   | Leslie Robinson    | Vereinigte Staaten | New York Liberty   | Princeton University               |
| 35   | Julia Reisingerová | Tschechien         | Los Angeles Sparks | CBF Sant Adrià                     |
| 36   | Carlie Wagner      | Vereinigte Staaten | Minnesota Lynx     | University of Minnesota            |